# Lilltå

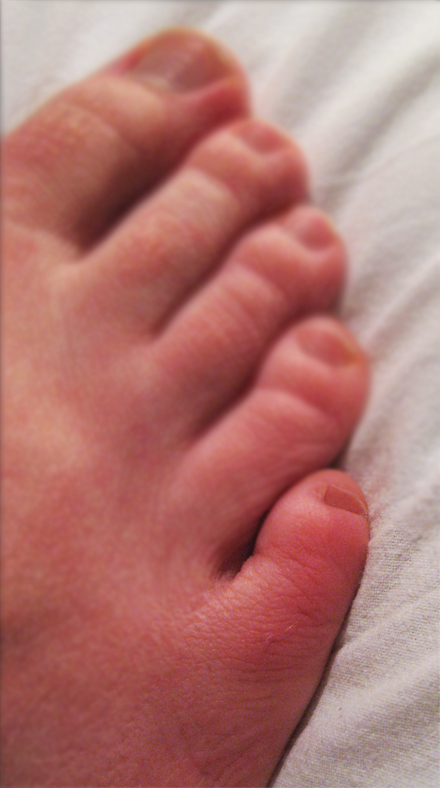
Fotspets med lilltån längst ner i bild.

Lilltårna är fötternas yttersta och minsta tår. I likhet med de "mellantårna" har de tre gångjärnsleder (lederna vid fästet inkluderade). Lilltårna har genom sin placering viss roll i fotens balanshållningsfunktion.